# 恩里克·冈萨雷斯·德卡斯特洪
恩里克·马特奥·冈萨雷斯·德卡斯特洪·贝利利亚（西班牙語：Enrique Mateo González de Castejón Velilla，1996年4月26日—）生于马德里，是一名西班牙男子曲棍球运动员，场上位置是前锋。他在五岁时开始练习曲棍球。他童年时原本也同时练足球，13岁时，他在和家人讨论后决定放弃足球，专攻曲棍球。他在2013年首次代表国家青年队参加国际比赛，2014年11月完成个人的成年国家队赛事首秀。高中毕业后，他进入马德里卡洛斯三世大学修读工商管理专业。